# Croton missionum
Espèce
Classification APG III (2009)
Croton missionum est une espèce de plantes à fleurs du genre Croton et de la famille des Euphorbiaceae présente en Argentine (province de Misiones).